# 手を出すな!
『手を出すな!』（てをだすな!）は、GAKU-MCとMr.Childrenの桜井和寿のコラボレーション・シングル（GAKU-MC / 桜井和寿 (Mr.Children) 名義）。2006年5月31日にトイズファクトリーより発売された。

## 概要
初回生産限定盤と通常盤の2形態で発売。初回生産限定盤はアナログレコード、通常盤は紙ジャケット仕様のCDとなっている。
かねてからサッカーを通じて友人関係にあったGAKU-MCとMr.Childrenの桜井和寿の2人がコラボレーションした作品。なお、この2人は2013年に正式にUKASUKA-G（ウカスカジー）というユニットを結成し、本作の続編となる配信限定シングル『でも、手を出すな!』をリリースした。
アートディレクターはGROOVISIONSが担当。

## 収録曲
- プロデュース：小林武史

1. 手を出すな! [5:09]
  - 作詞・作曲：桜井和寿 & GAKU-MC / 編曲：桜井和寿 & 小林武史 / リズムトラックアレンジ：HALFBY / 管編曲：山本拓夫

日本テレビ系情報番組『サッカーアース』イメージソング。なお、GAKUは同番組のメインMCを担当していた[6]。
2004年頃より制作がスタート[7]。元々はサッカーをテーマにしたMr.Childrenの楽曲として書かれ[5]、現在の桜井の歌っているパートがその楽曲のサビだったという[8]。桜井がGAKUにラップを依頼し、アレンジや歌詞を変えながら完成させた[9]。
タイトルには「サッカーには『ハンド』というルールがあるため、選手は手を出してはならない」「観客やサポーターは口は出しても手は出してはならない」「国同士が戦う際にも手を出してはならない」という3つのメッセージが込められている[10]。
ミュージック・ビデオが制作されている。監督は谷聰志 (Yellow Brain) と神風動画が務めた[11]。ミュージック・ビデオの撮影は2006年の4月下旬に行われている[12]。
2006年7月15日 - 17日につま恋多目的広場で開催された野外音楽フェスティバル『ap bank fes '06』でライブ初披露された。
2. 手を出すな! (remixed by Yukihiro Fukutomi) [6:40]
3. 手を出すな! (remixed by ajapai) [8:08]

## テレビ出演
| 番組名         | 日付          | 放送局     | 演奏曲 |
| -------------- | ------------- | ---------- | ------ |
| サッカーアース | 2006年5月27日 | 日本テレビ | -      |

## ライブ映像作品
| 曲名        | 作品名                                              |
| ----------- | --------------------------------------------------- |
| 手を出すな! | ap bank fes '06                                     |
| 手を出すな! | ap bank fes '09                                     |
| 手を出すな! | ウカスカジーの大冒険 〜TOUR "WE ARE NOT AFRAID!!"〜 |

## 収録アルバム
- 『スポコン! -Sports Music Compilation-』 (#1)
- 『世界が明日も続くなら』 (#1)
- 『AMIGO』 (#1) - アレンジが一部変更された「手を出すな! 再び (2014 Ver.)」として収録。